# Nicaise Bonaert
Nicasius Bonaert (Ieper, 11 april 1596 - Mechelen, 14 maart 1664) was een Zuid-Nederlands jezuïet en geestelijk schrijver. 

## Levensloop
Ingetreden bij de jezuïeten werd hij rector van het college in Mechelen. Hij bracht waarschijnlijk tijd door in Spanje, zoals blijkt uit zijn kennis van het Spaans en zijn gepubliceerde vertalingen uit het Spaans. Zijn geschriften pasten volledig in de geest van de contrareformatie.
Hij is niet te verwarren met zijn bijna-tijdgenoot, de jezuïet Nicolaas Bonaert (1563-1610).

## Publicaties
- Bloedighen Calvariebergh oft bescheydelyck verhael van het ghene gheschiet is op den bergh van Calvarien, in het uytwerken onser saligheyt, getrocken uyt de vier Evangelisten, eerst in het spaensch door P. Ludovicus de Palma ende nu door P. Nicasius Bonaert, beyde Priesters der Societyt Jesu, Antwerpen, Cornelis Woons, 1661.
- Historie van de Passie Ons Heeren J. C, getrocken uyt de vier Evangelisten door den E. P. Ludovicus de Palma in het spaens. En overghestelt door den E. P. Nicasius Bonaert, beyde Priesters der S. J. Daer by is ook de maniere van de Passie te mediteren, en een kort begryp van het gene Christus heeft ghedaen ten tyde van de Goede Weke, opghedraegen aen die Jesus wenschen te beminnen, Antwerpen, Cornelis Woons, 1662.
- Dryderhande tractaet : d’eerste van het ghebruyck en misbruyck van de H. Communie. Tweede, oeffeninghen ende meditatien tot bereydinghe van de H. Communie. T’derde, meditatien van het leven en doot van de alderheylighste Maghet Maria, ghetrocken uyt de spaensche handtschriften van den E. P. Ludovicus de Palma, door den E. P. Nicasius Bonaert beyde Priesters de Societeyt Jesu, Antwerpen, Cornelis Woons, 1662.